# Aly Yirango
Aly Yirango (Bamako, 4 gennaio 1994) è un calciatore maliano, portiere del Mâcon.

## Caratteristiche tecniche
È un portiere.

## Carriera

### Club
Nel 2009 entra a far parte del Djoliba, con cui debutta il 20 dicembre, subentrando all'infortunato Abdoulaye Diakité nella trasferta vinta 0-1 contro il Jeanne d'Arc. Il 16 ottobre 2010 fa il suo debutto in una competizione CAF, disputando il match del gruppo A di Coppa della Confederazione CAF perso 2-0 contro l'Al-Ittihad Tripoli. Con il Djoliba, inoltre, vince il campionato maliano nella stagione 2011-2012. Nel novembre 2012, disputando sia la semifinale di andata che quella di ritorno, quest'ultima vinta ai rigori contro l'Al-Hilal Omdurman, contribuisce al raggiungimento della prima storica finale di Coppa della Confederazione CAF nella storia del club, competizione poi persa nel doppio confronto contro il Léopards.
Nel gennaio 2013 si trasferisce tra le file dell'Olympique Marsiglia 2.

### Nazionale
Nel gennaio 2013 viene convocato dal CT del Mali, Patrice Carteron, per la Coppa delle nazioni africane, non scendendo tuttavia mai in campo. Il debutto arriva il 31 marzo 2015 in una partita amichevole contro il Ghana (1-1), quando subentra in corso sostituendo Soumbeïla Diakité, uscito per infortunio. Convocato da Alou Badra Diallo come "fuori quota" per le Olimpiadi di Parigi 2024, a causa di un infortunio al tendine d'Achille subito durante la preparazione, non prende parte alla spedizione.

## Statistiche

### Cronologia presenze e reti in nazionale
| Cronologia completa delle presenze e delle reti in nazionale ― Mali | Cronologia completa delle presenze e delle reti in nazionale ― Mali | Cronologia completa delle presenze e delle reti in nazionale ― Mali | Cronologia completa delle presenze e delle reti in nazionale ― Mali | Cronologia completa delle presenze e delle reti in nazionale ― Mali | Cronologia completa delle presenze e delle reti in nazionale ― Mali | Cronologia completa delle presenze e delle reti in nazionale ― Mali | Cronologia completa delle presenze e delle reti in nazionale ― Mali |
| Data                                                                | Città                                                               | In casa                                                             | Risultato                                                           | Ospiti                                                              | Competizione                                                        | Reti                                                                | Note                                                                |
| ------------------------------------------------------------------- | ------------------------------------------------------------------- | ------------------------------------------------------------------- | ------------------------------------------------------------------- | ------------------------------------------------------------------- | ------------------------------------------------------------------- | ------------------------------------------------------------------- | ------------------------------------------------------------------- |
| 31-3-2015                                                           | Parigi                                                              | Ghana                                                               | 1 – 1                                                               | Mali                                                                | Amichevole                                                          | -                                                                   | 68’                                                                 |
| 27-5-2016                                                           | Le Petit-Quevilly                                                   | Nigeria                                                             | 1 – 0                                                               | Mali                                                                | Amichevole                                                          | -1                                                                  | 46’                                                                 |
| Totale                                                              |                                                                     | Presenze                                                            | 2                                                                   |                                                                     | Reti                                                                | -1                                                                  |                                                                     |

| Cronologia completa delle presenze e delle reti in nazionale ― Mali under 20 | Cronologia completa delle presenze e delle reti in nazionale ― Mali under 20 | Cronologia completa delle presenze e delle reti in nazionale ― Mali under 20 | Cronologia completa delle presenze e delle reti in nazionale ― Mali under 20 | Cronologia completa delle presenze e delle reti in nazionale ― Mali under 20 | Cronologia completa delle presenze e delle reti in nazionale ― Mali under 20 | Cronologia completa delle presenze e delle reti in nazionale ― Mali under 20 | Cronologia completa delle presenze e delle reti in nazionale ― Mali under 20 |
| Data                                                                         | Città                                                                        | In casa                                                                      | Risultato                                                                    | Ospiti                                                                       | Competizione                                                                 | Reti                                                                         | Note                                                                         |
| ---------------------------------------------------------------------------- | ---------------------------------------------------------------------------- | ---------------------------------------------------------------------------- | ---------------------------------------------------------------------------- | ---------------------------------------------------------------------------- | ---------------------------------------------------------------------------- | ---------------------------------------------------------------------------- | ---------------------------------------------------------------------------- |
| 17-3-2013                                                                    | Orano                                                                        | Nigeria under 20                                                             | 0 – 1                                                                        | Mali under 20                                                                | Coppa d'Africa Under-20 2013 - 1º turno                                      | -                                                                            |                                                                              |
| 20-3-2013                                                                    | Orano                                                                        | Mali under 20                                                                | 2 – 1                                                                        | RD del Congo under 20                                                        | Coppa d'Africa Under-20 2013 - 1º turno                                      | -1                                                                           |                                                                              |
| 26-3-2013                                                                    | Orano                                                                        | Mali under 20                                                                | 0 – 0 dts (2 - 4 dtr)                                                        | Ghana under 20                                                               | Coppa d'Africa Under-20 2013 - Semifinale                                    | -                                                                            |                                                                              |
| 29-3-2013                                                                    | Orano                                                                        | Nigeria under 20                                                             | 2 – 1                                                                        | Mali under 20                                                                | Coppa d'Africa Under-20 2013 - Finale 3º posto                               | -2                                                                           |                                                                              |
| Totale                                                                       |                                                                              | Presenze                                                                     | 4                                                                            |                                                                              | Reti                                                                         | -3                                                                           |                                                                              |

## Palmarès

### Club

#### Competizioni nazionali
- Campionato maliano: 1

Djoliba: 2011-2012